# Casals Conducts: 1964
Pour plus de détails, voir Fiche technique et Distribution.
Casals Conducts: 1964 est un court-métrage américain réalisé par Larry Sturhahn et sorti en 1964.

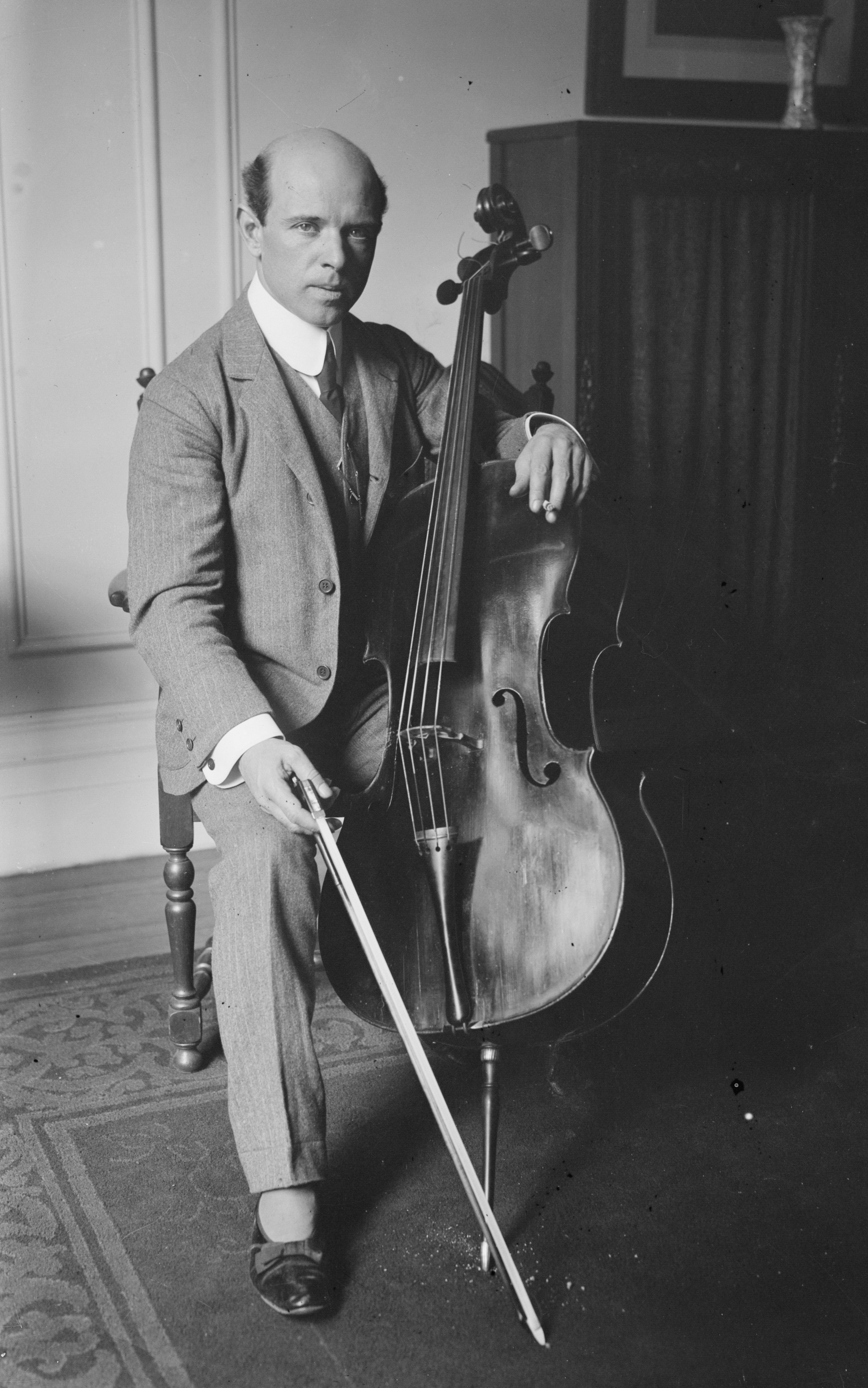
Le violoncelliste Pablo Casals.

Il a remporté l'Oscar du meilleur court métrage en prises de vues réelles en 1965.

## Synopsis
Lors d'une répétition à Porto Rico, le violoncelliste Pablo Casals se prépare à diriger une suite de Johann Sebastian Bach pour un concert classique.

## Fiche technique
- Réalisation : Larry Sturhahn
- Producteur : Edward Schreiber[1]
- Production :  Thalia-Film
- Lieu de tournage : Festival de l'Université de Porto Rico
- Pays de production :  États-Unis
- Genre : Film musical
- Durée : 20 minutes

## Distribution
- Pablo Casals : lui-même

## Nominations et distinctions
- 1965 : Oscar du meilleur court métrage en prises de vues réelles